# Neuilly-en-Sancerre
 Neuilly-en-Sancerre  es una población y comuna francesa, situada en la región de  Centro, departamento de Cher, en el distrito de Bourges y cantón de Henrichemont.

## Demografía
| 411 | 304 | 276 | 252 | 192 | 212 |
| Para los censos de 1962 a 1999 la población legal corresponde a la población sin duplicidades (Fuente: INSEE [Consultar]) |     |     |     |     |     |